# Francisco Trois
Francisco Ricardo Terres Trois (Canoas, 3 de setembro de 1946 — Canoas, 16 de setembro de 2020) foi um Mestre Internacional de Xadrez (MI) brasileiro e Árbitro Internacional (1986). Ganhou o Campeonato Sul-americano de Xadrez em 1978, em Tramandaí, no Rio Grande do Sul, Brasil. Ele se classificou para o Riga Interzonal em 1979, mas terminou com um resultado decepcionante de +2 = 6 -9. Suas duas vitórias naquele torneio foram contra Florin Gheorghiu e Gennady Kuzmin. Ele representou o Brasil nas Olimpíadas de Xadrez em 1972, 1978 e 1982.
Francisco Trois morreu em 16 de setembro de 2020, aos 74 anos, de diabetes e infecção urinária.